# Andreas Sodian
Andreas Sodian (* 26. Februar 1956 in Kirchdorf an der Krems) ist ein österreichischer Unternehmer und ehemaliger Abgeordneter zum Nationalrat.

## Ausbildung und Beruf
Andreas Sodian besuchte von 1962 bis 1966 die Volksschule in Vorchdorf und im Anschluss bis 1970 das Realgymnasium in Wels. Danach absolvierte er von 1970 bis 1974 die HTL in Linz und Vöcklabruck und leistete 1974 den Präsenzdienst ab. Sodian erlernte in der Folge den Beruf des Rauchfangkehrers und machte wenig später die Meisterprüfung. 1988 stieg er in den Hochdruck- und Industriereinigungsbereich ein und ist seitdem bis aktuell geschäftsführender Gesellschafter der Sodian Industriereinigung GmbH (Höchstdruckwasserstrahlen – HDW). Im Jahr 2005 gründete er mit der Sodian Schweiz AG eine Tochterfirma der Sodian Industriereinigung GmbH, 2006 wurde die italienische Fa. Idroservice Italia gekauft und in die Sodian-Gruppe integriert. In der Schweiz kam mit dem Entschichten von Druckrohrleitungen ein zusätzliches Marktsegment dazu. 2016 erweiterte er mit der Übernahme eines deutschen Mitbewerbers sein Geschäft, gründete die Sodian Deutschland und ist seither verstärkt am deutschen und französischen Markt tätig, insbesondere in den Bereichen Gummiabrieb auf Flughäfen, Reibwertverbesserung und Demarkieren. Am Bauträger-Sektor ist Sodian weiterhin tätig, zuerst mit Projekten in Vorchdorf und Laakirchen um die Jahrtausendwende. 2011 gründete er die Wohnwelt Laudach GmbH, mit welcher er seitdem mehrere Wohnprojekte in Vorchdorf im Ortszentrum umgesetzt hat. Für Wohnprojekte in Lambach, Thalheim, Wels und Vorchdorf wurden später weitere Firmen gegründet. Im Jahr 2017 erhielt Andreas Sodian gemeinsam mit Tochter Irina Scharinger einen Wohnbaupreis des Landes Oberösterreich. Das Projekt Wohnwelt Bergern in Vorchdorf ist in Umsetzung. Als Eigentümer mehrerer Grundstücke und Gebäude tritt Sodian weiters als Vermieter auf.

## Politik
Sodian war ab 1991 im Gemeinderat, und ab 1994 weiters Mitglied des Gemeindevorstandes in Vorchdorf. Ab 1994 war Sodian zudem Bezirksparteiobmann-Stellvertreter der FPÖ im Bezirk Gmunden. Sodian vertrat die FPÖ von 29. Oktober 1999 bis 19. Dezember 2002 im Nationalrat.
Im Herbst 2002 ist Sodian aus der Spitzenpolitik und aus der FPÖ ausgeschieden, im Jahr 2003 kandidierte er für den Bürgermeister der Gemeinde Vorchdorf sowie mit einer Bürgerliste für den Gemeinderat. Bei der Bürgermeisterwahl erreichte er 20 Prozent der Stimmen, seine gegründete Bürgerliste war bis Ende 2009 im Gemeinderat. Im Jahr 2004 zog er sich aus der Gemeindepolitik zurück, seitdem ist er bis heute politisch nicht mehr tätig und hat keine Funktion bei einer Partei.

## Privates
Sodian ist verheiratet und Vater dreier Kinder.